# Bep Bakhuys
Elisa Hendrik Bakhuys, noto come Bep (o Beb) Bakhuys (Pekalongan, 16 aprile 1909 – L'Aia, 7 luglio 1982), è stato un calciatore olandese, di ruolo attaccante.

## Carriera
Fu per vari anni il miglior marcatore della storia della nazionale olandese. Fu il secondo calciatore olandese a giocare all'estero dopo il portiere Gerrit Keizer.